# Michel Mulder
Pour les articles homonymes, voir Mulder.
Michel Mulder, né le 27 février 1986 à Zwolle, est un patineur de vitesse néerlandais spécialiste des courtes distances (500 et 1 000 m). Il est double champion du monde de sprint en 2013 et 2014. 
Il est le frère jumeau de Ronald Mulder, également patineur de vitesse, spécialiste des courtes distances.

## Palmarès

### Jeux olympiques d'hiver
- Médaille d'or sur 500 m en 2014 à Sotchi ;
- Médaille de bronze sur 1 000 m en 2014 à Sotchi.

### Championnats du monde simple distance
- Médaille d'argent sur 500 m en 2012 à Heerenveen.

### Championnats du monde de sprint
- Médaille d'or en 2013 à Salt Lake City ;
- Médaille d'or en 2014 à Nagano.

### Coupe du monde
- 3e du classement du 500 m en 2013.
- 2 victoires.